# 花博記念公園鶴見緑地

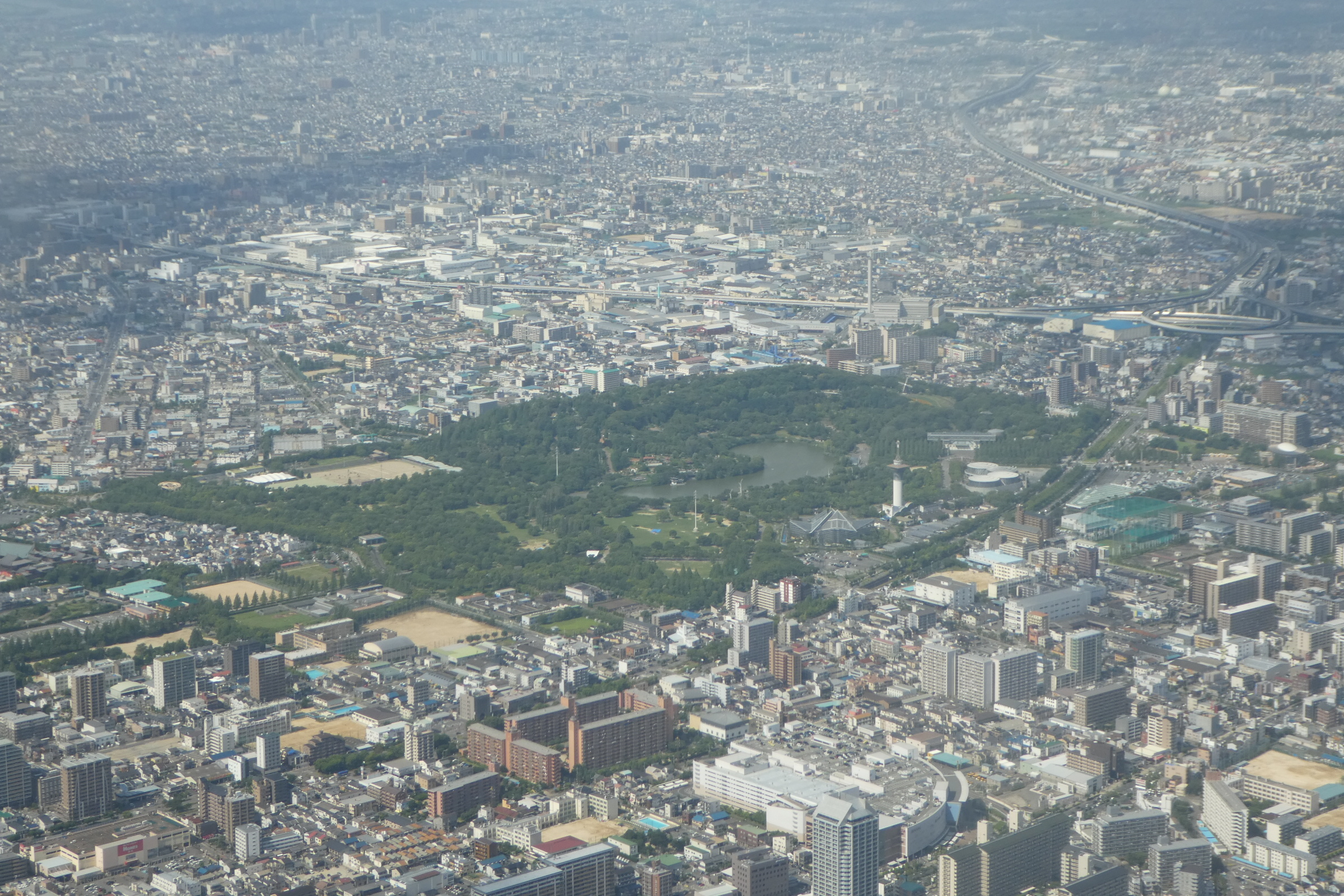
公園全体

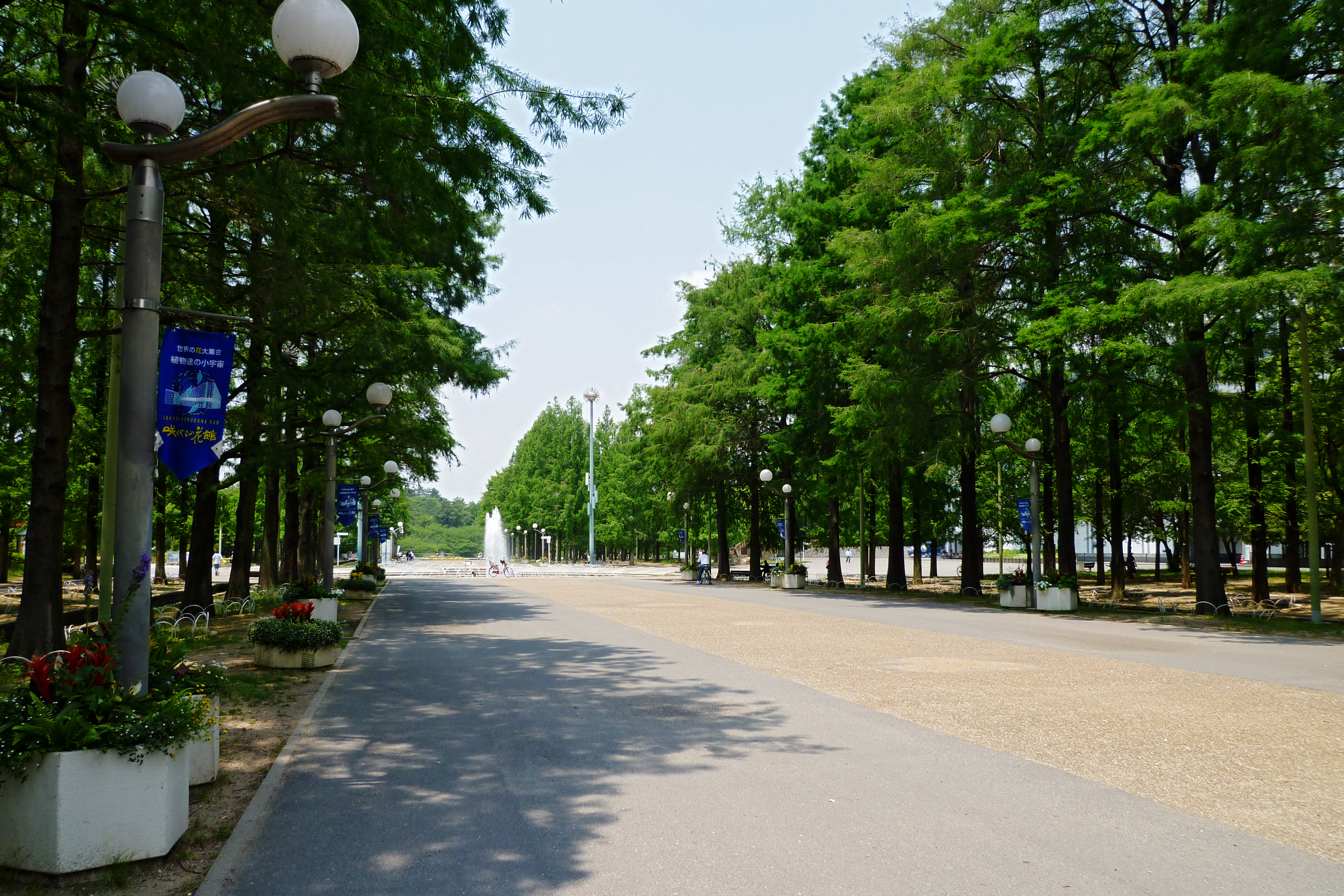
中央通

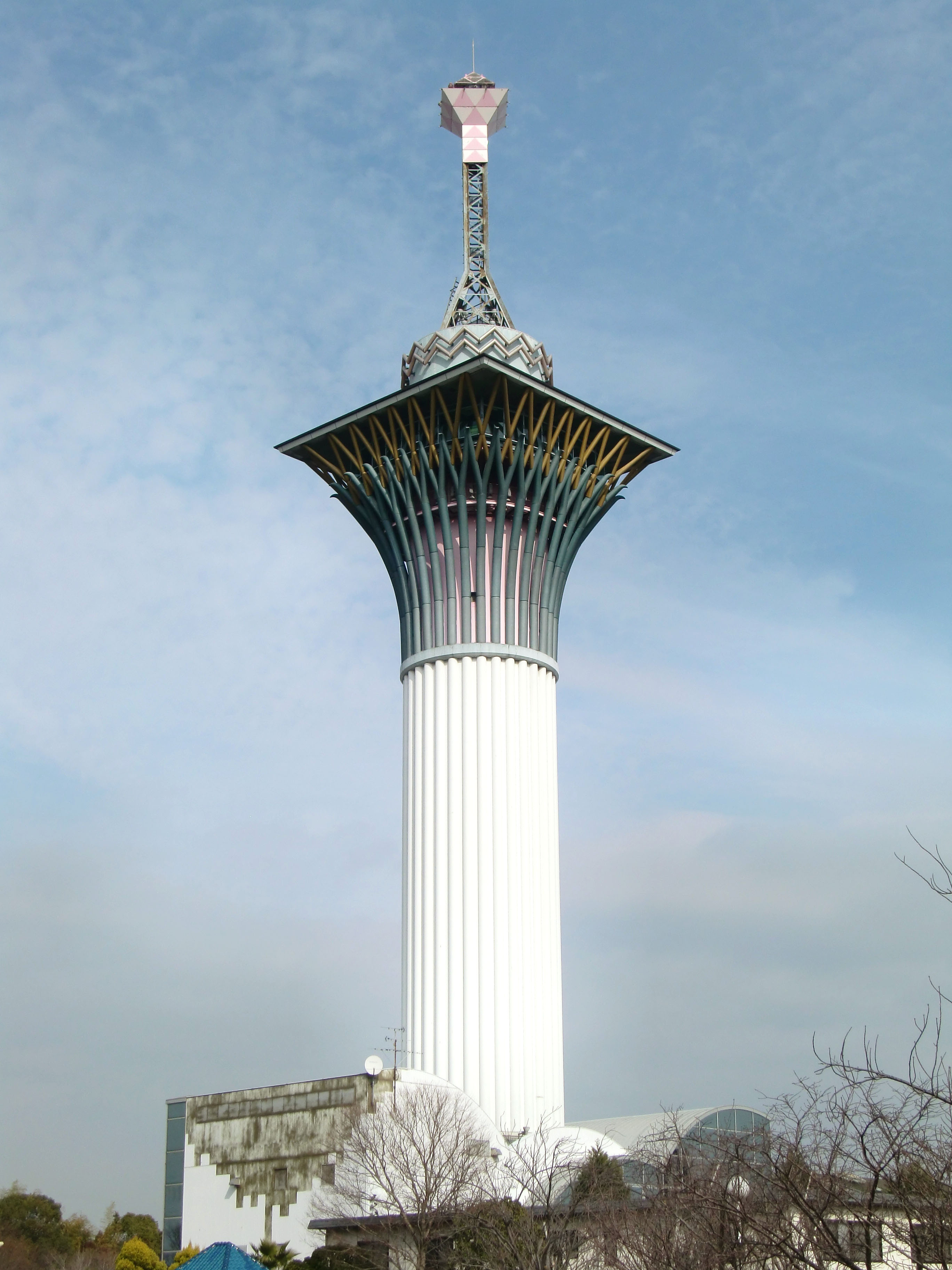
鶴見緑地展望塔（いのちの塔）

花博記念公園鶴見緑地（はなはくきねんこうえんつるみりょくち）は、大阪府大阪市鶴見区と守口市にまたがって位置している大阪市立の都市公園（広域公園）である。年間来場者数は約435万人である。

## 概要
1941年の防空緑地計画に由来する大阪四大緑地（服部・鶴見・久宝寺・大泉）の一つ。面積は約122ha。
1972年4月、鶴見緑地として開園。1990年4月1日から9月30日まで開催された国際花と緑の博覧会（通称・花の万博、花博）のメイン会場となった。開催終了後、記念施設の咲くやこの花館、いのちの塔（展望塔）、陳列館ホール（大阪市立環境学習センター＝通称・生き生き地球館）、水の館ホール（2010年に花の万博20周年を機に愛称をハナミズキホールと命名）、体育館である鶴見スポーツセンター、風車を残し、都市公園として再整備された。この時、公園名を正式名称の「鶴見緑地」から「花博記念公園鶴見緑地」と通称で呼ぶようになった。なお、風車は博覧会開催以前から存在したものである。
現在は乗馬コース（遊園地、「マジカルクロス」の敷地の一部を転用）、球技場・運動場・温水プール（駐車場の敷地を転用）、パークゴルフ場といったスポーツ施設も整備されている。このうちパークゴルフ場は、マスターズ・トーナメントの会場「オーガスタ・ナショナル・ゴルフクラブ」の12番ホールを再現したパビリオン（ゴールデンベルパビリオン）のコースを転用したものである。
建物以外では国際庭園や日本庭園、花さじき、花の谷などが保存されているが、国際庭園に付属する建物は老朽化が激しく、ネパール庭園にある寺院風の建物などは付近に入ることも禁止されている。国際庭園そのものも樹木が伸び、かつての面影は少なくなっている。公園の最高地点である鶴見新山山頂も、かつては良好な展望が得られたが、今は樹木の成長により展望はほとんどなくなっている。かつてパビリオンが並んでいた「街のエリア」は、現在はほとんどが大芝生広場となっている。
公園内には主に高齢者や障がい者を対象とした、電気自動車のバスが運行されている。（毎週月曜日・年末年始は運休）
一部の有料施設を除き入場は無料である。

### 施設
- 国際庭園
- バラ園
- 風車の丘
- 自然体験観察園
- 鶴見新山
  - 標高39mの築山。大阪市最高点である[3]。かつては蓮などが自生する湿地帯だったが、1969年（昭和44年）7月から1973年（昭和48年）12月まで廃棄物最終処分場として「鶴見処分地」の名称で使用され[4]、家庭や工場から出たごみと地下鉄建設で出た残土を交互に重ねる「サンドイッチ工法」により埋め立てられた[5]。当初は標高45mだったが、ごみの腐食や圧縮により地盤沈下した[5]。1983年に一般開放[5]。
- 鶴見緑地パークセンター
- 鶴見緑地公園事務所

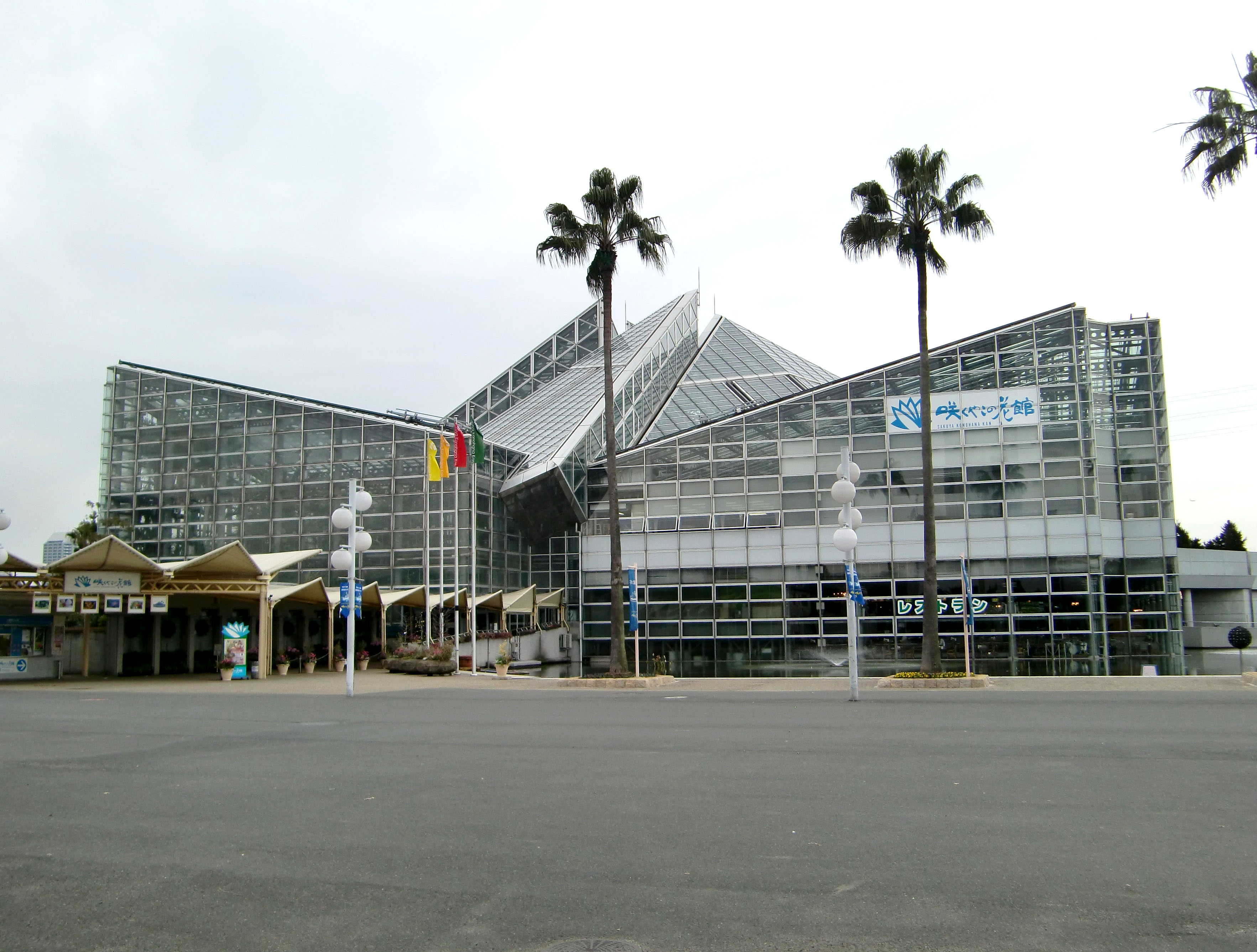
咲くやこの花館
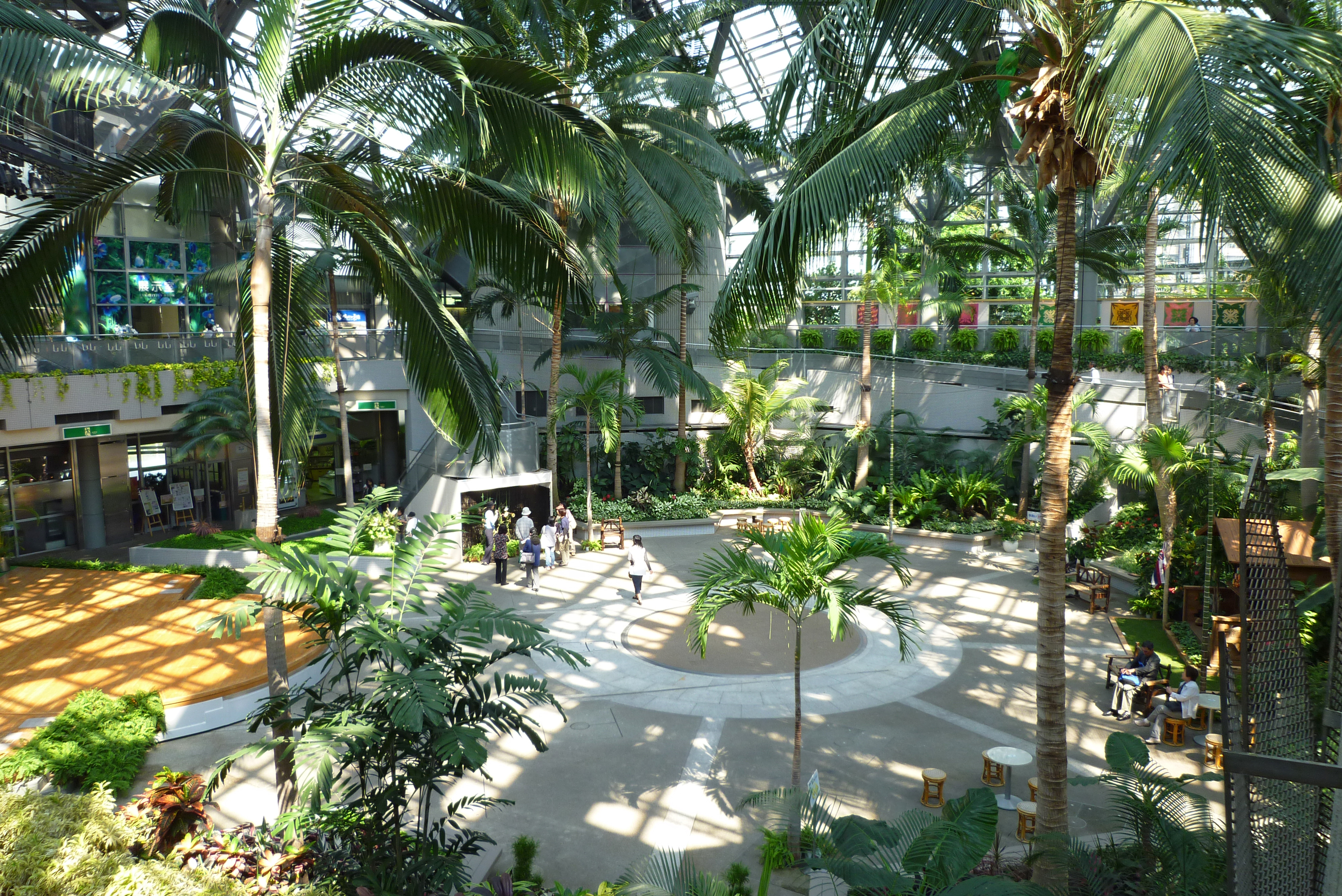
咲くやこの花館の温室
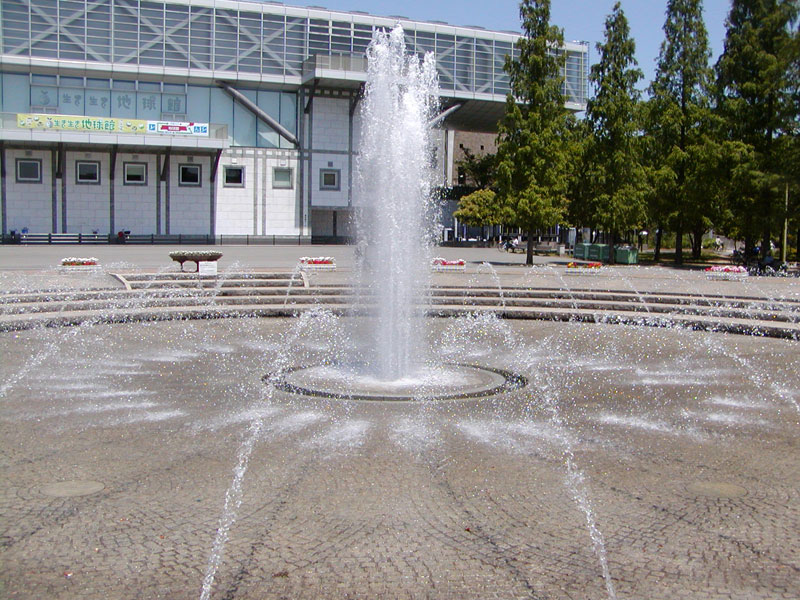
鶴見緑地噴水広場 後方に花博記念ホール（陳列館ホール）

- 鶴見緑地バーベキュー場、緑のせせらぎバーベキュー広場、キャンプ場
- 鶴見緑地展望塔（いのちの塔）※閉館
- 花博記念ホール
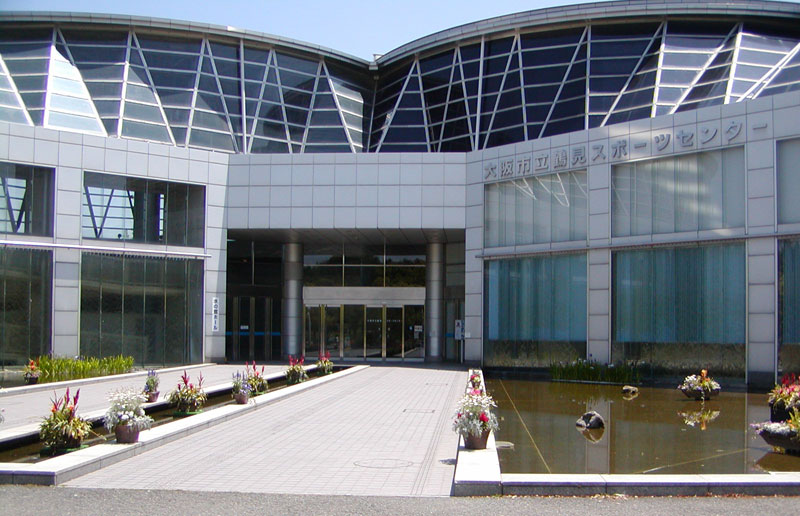
水の館ホール（ハナミズキホール）
- パークゴルフ場
- 鶴見スポーツセンター
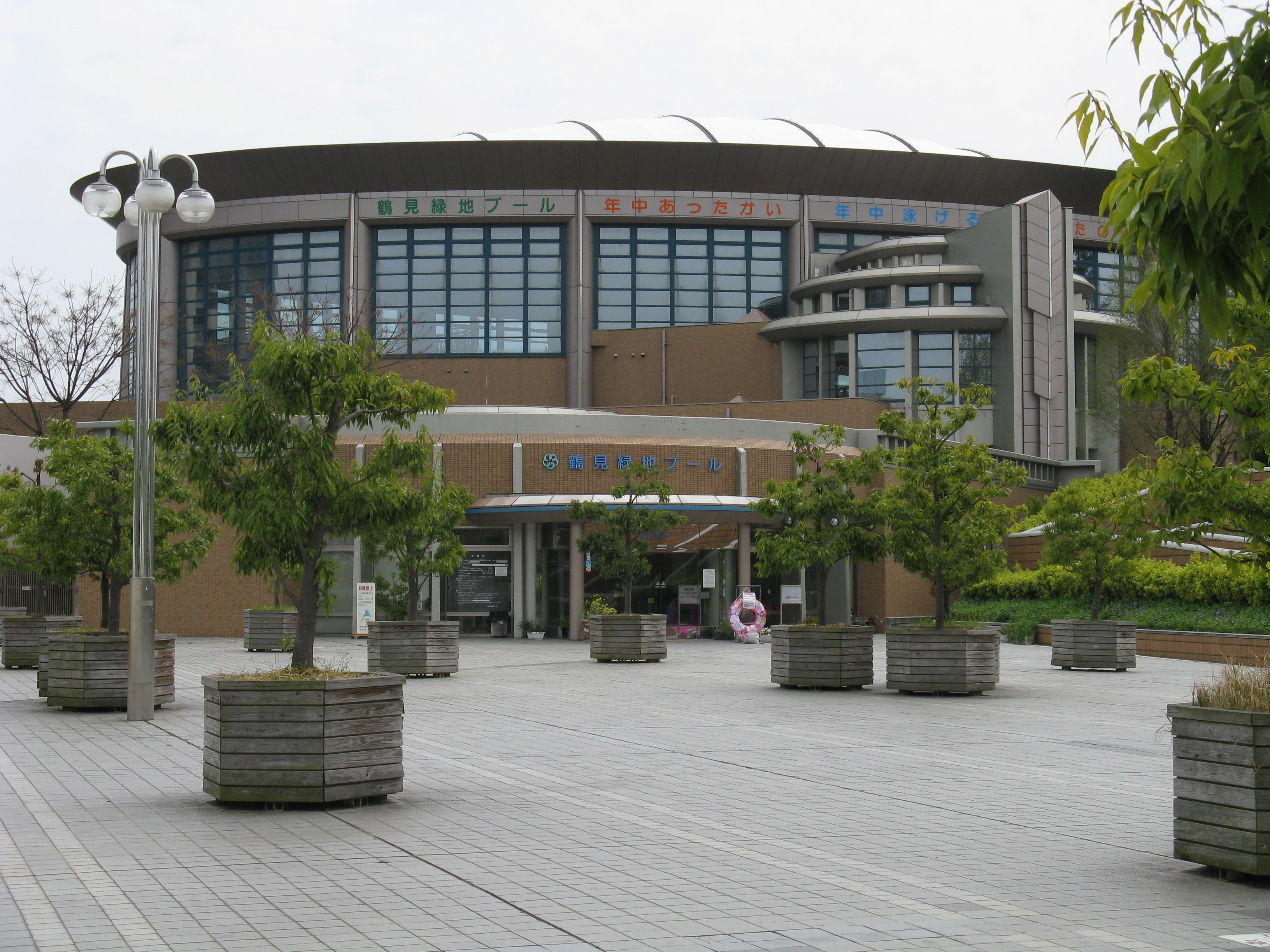
鶴見緑地プール
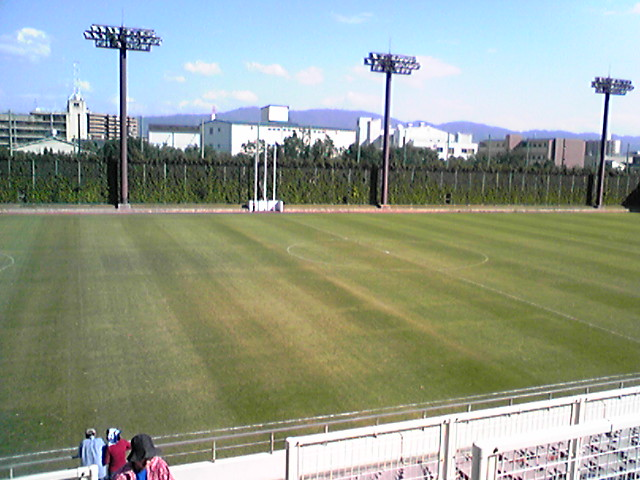
鶴見緑地庭球場 - 砂入り人工芝コート12面
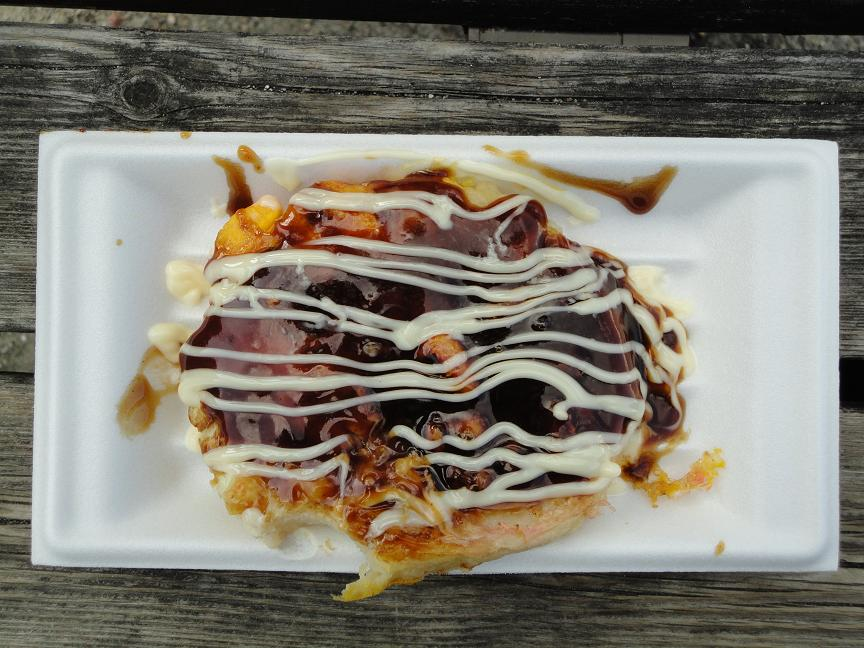
売店で販売されている つるみ焼き
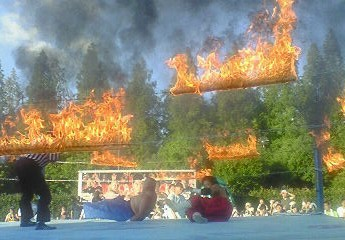
水の館（ハナミズキホール）附属展示場で定期的に開催されている大日本プロレスの試合

- 鶴見緑地第2運動場
- 鶴見緑地球技場
- 鶴見緑地第2球技場
- 鶴見緑地乗馬苑
- むらさき亭
- TSURUMIこどもホスピス
- 鶴見緑地湯元　水春
- B-fit　スポーツクラブ鶴見緑地
- FUT MESSE鶴見緑地
- 鶴見ノ森　迎賓館
- 鶴見緑地パートナードッグタウン
- 公益財団法人　国際花と緑の博覧会記念協会
- 公益財団法人　地球環境センター
- なにわECOスクエア
- つるモビステーション
- スターバックスコーヒー鶴見緑地公園店
- コメダ珈琲店鶴見緑地公園店
- BOTANICAL HOUSE
- アルペンアウトドアーズ鶴見緑地公園店

- 咲くやこの花館
- 咲くやこの花館の温室
- 鶴見緑地噴水広場
後方に花博記念ホール（陳列館ホール）
- 水の館（ハナミズキホール）
（建物右側は鶴見スポーツセンター）
- 鶴見緑地プール
- 鶴見緑地球技場
- 売店で販売されている
つるみ焼き
- 水の館（ハナミズキホール）附属展示場で定期的に開催されている大日本プロレスの試合

### 大阪四大緑地
- 服部緑地（豊中市、吹田市）
- 鶴見緑地
- 久宝寺緑地（八尾市、東大阪市、大阪市平野区）
- 大泉緑地（堺市北区、松原市）

## 交通
Osaka Metro長堀鶴見緑地線・鶴見緑地駅下車すぐ。同線横堤駅下車徒歩10分程度。
- 鶴見緑地駅前には京阪バスの「鶴見緑地」停留所（19号経路・京阪守口市駅行き）が設置されている。1時間に1便の運行頻度である。
- 公園の北側や南側には大阪シティバスの「花博記念公園北口」・「緑四丁目」・「諸口」停留所も設置されている。

なお、鶴見緑地北西口はOsaka Metro今里筋線新森古市駅が最寄り駅とアナウンスされている（500mほどの距離）。